# Championnats de Colombie de cyclisme sur route 2014
Les championnats de Colombie de cyclisme sur route 2014 sont la 65e édition de ces championnats. Ils se déroulent, à Carthagène dans le département de Bolívar. Ils sont organisés par la ligue cycliste du département de Bolívar, sous l'égide de la fédération colombienne de cyclisme.

## Podiums
| Épreuves                                | Or                                                                   | Argent                                  | Bronze                                             |
| --------------------------------------- | -------------------------------------------------------------------- | --------------------------------------- | -------------------------------------------------- |
| Compétitions masculines élite           |                                                                      |                                         |                                                    |
| Course en ligne                         | Miguel Ángel Rubiano (Bogotá)                                        | Winner Anacona (Bogotá)                 | Juan Pablo Suárez (EPM - UNE - Área Metropolitana) |
| Contre-la-montre                        | Pedro Herrera (Boyacá)                                               | Omar Mendoza (Movistar Team América)    | Víctor Hugo Peña (Blanco del Valle - Supergiros)   |
| Compétitions masculines moins de 23 ans |                                                                      |                                         |                                                    |
| Course en ligne                         | Diego Ochoa (Boyacá)                                                 | Brayan Ramírez (Movistar Team América)  | Hernando Bohórquez (Boyacá)                        |
| Contre-la-montre                        | Carlos Ramírez (Aguardiente Antioqueño - IDEA - Lotería de Medellín) | Rodrigo Contreras (Coldeportes - Claro) | Brayan Ramírez (Movistar Team América)             |
| Compétitions féminines                  |                                                                      |                                         |                                                    |
| Course en ligne                         | Valentina Paniagua (Antioquia)                                       | Diana Carolina Peñuela (Caldas)         | Laura Lozano (Bogotá)                              |
| Contre-la-montre                        | Serika Gulumá (Boyacá)                                               | María Luisa Calle (Antioquia)           | Andreina Rivera (Antioquia)                        |

## Déroulement des championnats

### 10 avril: les contre-la-montre individuels
La première journée des championnats 2014 s'est déroulée dans l'improvisation et la confusion, au fort mécontentement des participants. En effet, le parcours et les horaires ont été modifiés le jour même. Selon le communiqué publié par le président de la fédération nationale, dans une volonté de décentraliser cet évènement (réalisé le plus souvent dans les mêmes départements), l'organisation des championnats a été confiée à la ligue de Bolívar. Plusieurs semaines en amont, les organisateurs ont reçu l'appui du maire de la ville de Carthagène et les parcours ont été présentés sans aucun souci, semblait-il. C'est seulement la semaine précédant les championnats que des rumeurs de changement de tracé ont été perçues à la fédération nationale. Cinq jours avant le début des compétitions, le maire fait part  que le parcours initial ne lui convient plus, il emprunterait un axe important du centre-ville, qui risquerait l'engorgement. Le tracé de substitution proposé, développant 3,5 km, ne convenant pas à la fédération, celle-ci se met en relation avec un haut responsable de la police des transports et obtient les autorisations nécessaires pour le projet initial. La veille, elle publie, donc, le tracé officiel et les horaires, en fonction de cet accord. Cependant le matin même des contre-la-montre, le maire met son veto au déroulement de l'évènement, dans cette configuration. Pour ne pas annuler purement et simplement la manifestation, les organisateurs sont obligés de réduire le circuit et de modifier l'ordre des départs. De plus un chronométrage manuel est substitué au chronométrage électronique prévu (ce qui aura des conséquences non négligeables au moment de départager certains concurrents). Enfin les cérémonies de remise des prix qui devaient avoir lieu dans la journée ont été repoussées au lendemain. Le président de la fédération nationale reconnait un manquement au niveau de la supervision et de la coordination avec la ligue départementale organisatrice, et présente ses excuses aux coureurs et à leurs équipes. Il espère que les championnats finiront du mieux possible et que ces évènements fâcheux ne se reproduiront pas à l'avenir. Sans parler d'un échauffement réduit pour des participants qui avaient programmé leur journée en fonction des horaires prévues la veille, certains tel que Róbigzon Oyola n'ont pas pu concourir. Des voix s'élèvent comme celles de Víctor Hugo Peña ou de Jesús Piedrahita (gérant administratif de l'équipe Coldeportes - Claro) pour stigmatiser l'amateurisme de la fédération nationale et s'interroger sur sa capacité à diriger le cyclisme colombien dans son ensemble.
Sur le plan sportif, les épreuves ont vu la ligue cycliste de Boyacá remporté deux médailles d'or et celle d'Antioquia une. Les féminines ont inauguré ces championnats. Douze concurrentes ont pris le départ sur les seize inscrites, sur un terrain sans difficulté. Serika Gulumá a conservé son titre en parcourant les 25,2 km en 35 min 16 s 25. Elle repousse la médaillée olympique María Luisa Calle de vingt-et-une secondes et Andreina Rivera, d'une minute vingt-six. Rivera monte sur la dernière marche du podium, en réalisant la distance six centièmes plus vite que Laura Lozano.

Initialement prévu sur la distance de trente-huit kilomètres, l'épreuve des moins de 23 ans a finalement lieu sur le même parcours que les dames. Carlos Ramírez, deuxième derrière Óscar Sevilla du contre-la-montre de la Vuelta al Valle del Cauca, six jours plus tôt, confirme son statut de favori, en étant sacré champion de Colombie Espoir. Il devance Rodrigo Contreras et Brayan Ramírez, respectivement de quinze et vingt-trois secondes. Hernando Bohórquez, après avoir réalisé le deuxième temps, est disqualifié pour n'avoir pas effectué l'intégralité du parcours. Cette décision est considérée comme inique par Rafael Acevedo, directeur technique de la ligue de Boyacá (dont fait partie Bohórquez). Vingt-deux concurrents ont pris part à la compétition sur les vingt-sept inscrits.

Puis c'est au tour des Élites messieurs de se disputer le titre, sur le tracé des féminines. Là encore de nombreux inscrits ne disputent pas la course. Trente-cinq concurrents répartis en deux groupes devaient s'affronter et, effectivement, seuls vingt-huit coureurs prennent le départ. Pedro Herrera s'impose devant Omar Mendoza et Víctor Hugo Peña, avec quinze secondes d'avance. Mendoza et Peña sont séparés par moins d'une demi-seconde, à l'avantage du premier. Plus tard dans la soirée, Peña et Wilson Marentes reçoivent une pénalité de vingt secondes pour non-respect par leurs voitures suiveuses de la distance minimum entre elles et les coureurs, éloignant un peu plus, l'ancien maillot jaune du Tour de France de la médaille d'argent.

Ces résultats montrent le niveau atteint par les Espoirs puisque sur les quatre meilleurs temps de la journée, trois leur reviennent. Carlos Ramírez réalise la meilleure performance devant Pedro Herrera, Rodrigo Contreras et Brayan Ramírez.

### 11 avril: les courses en ligne dames et Espoir hommes
Mercredi 9, les observateurs s'interrogent sur la capacité des organisateurs à être les maîtres d'œuvre d'un tel évènement, puisqu'une ultime modification est annoncée, signe précurseur des dysfonctionnements du lendemain. Le circuit initialement prévu n'est pas modifié, et développe toujours 15,2 km, mais la ligne d'arrivée est déplacée d'Arjona à Turbaco, cinq kilomètres plus loin.
Les femmes sont les premières à s'élancer. Elles ont à effectuer cinq tours de circuit soit soixante-seize kilomètres. Le titre se dispute au sprint au sein d'un peloton où sont encore présentes vingt-trois compétitrices. La plus rapide et nouvelle championne de Colombie est l'Antioqueña Valentina Paniagua. Elle devance Diana Carolina Peñuela et Laura Lozano.

Puis s'enchaîne la course des Espoirs masculins. Sous une chaleur étouffante, rendant difficile la compétition, les moins de 23 ans disputent le titre sur la distance de cent trente-sept kilomètres (soit neuf tours). Une vingtaine de concurrents s'échappent dont s'isolent rapidement trois coureurs, Kevin Ríos, Diego Ochoa et Brayan Ramírez. Dans les deux derniers tours, Ochoa et Ramírez continuent en duo et accumulent jusqu'à deux minutes d'avance. Le sprint entre les deux est serré et c'est à la photo-finish, qu'Ochoa s'impose. Hernando Bohórquez, disqualifié la veille, obtient, toutefois, une médaille lors de ces championnats, en arrivant troisième, quarante-cinq secondes plus tard.
À l'issue de ces deux premières journées, la ligue cycliste de Boyacá mène, toujours, au tableau des médailles, avec trois médailles d'or, devant celle d'Antioquia avec deux titres.

### 12 avril: la course en ligne Élite hommes
Les championnats se terminent par la course en ligne Élite hommes. Le départ est donné à 8 heures (heure locale), sur le même circuit de 15,2 km, que les épreuves de la veille, avec départ devant le parc de loisirs Coco Frío, entre Arjona et Turbaco et ligne d'arrivée dans cette dernière municipalité. Les coureurs auront à le parcourir dix fois, pour une distance totale de cent cinquante-deux kilomètres. Dans la centaine de prétendants, la liste de favoris est emmenée par les six membres de l'équipe continentale professionnelle Colombia, courant pour leur ligue départementale respective. En présence de ce terrain plat, les observateurs pensent à une arrivée au sprint, pour désigner le nouveau champion de Colombie. Ainsi le sprinteur Andrés Miguel Díaz, de l'équipe InCycle-Predator Components, mais représentant le département de Risaralda, est cité, en compagnie d'hommes rapides comme Jairo Salas ou Carlos Urán. Les spécialistes des courses en circuit ne sont pas oubliés et sont également évoqués les noms du vainqueur sortant Walter Pedraza, de Félix Cárdenas, de Rafael Infantino, ou de Luis Felipe Laverde. Peu avant le départ des quatre-vingt-treize participants, les compétiteurs font part de leur malaise face aux problèmes d'organisation rencontrés lors de ces championnats. Sur la ligne de départ, Víctor Hugo Peña est leur porte-parole et a pour interlocuteur l'ancien président de la fédération colombienne Jorge Ovidio Gonzáles. Les coureurs espèrent que cette situation ne se reproduise plus à l'avenir et que la fédération prenne conscience que le cyclisme pratiqué en Colombie est devenu un sport de niveau mondial, ne pouvant souffrir de tels dysfonctionnements.
Sur le plan sportif, malgré la chaleur (la température est proche des 40 degrés, lors de la compétition), la course se déroule à un rythme effréné. Avec ce tracé sans réelle difficulté, l'épreuve est le théâtre d'une succession d'attaques et de contre-attaques. Jusqu'à quatre tours de l'arrivée où quatorze hommes prennent le large. Ils vont compter jusqu'à 1 min 43 s d'avance. Dans le peloton, non représentés à l'avant de la course, seuls les hommes de la Valle del Cauca (sous le maillot de la ligue départementale ou de l'équipe Blanco del Valle - Supergiros), tentent de réagir. Grâce à une chasse vigoureuse, l'écart se réduit à une cinquantaine de secondes avec les échappés, où l'entente ne règne pas, en raison d'intérêts trop divergents entre des hommes venant de différents départements ou d'équipes. Sentant le danger, Winner Anacona et Edwin Parra relancent le rythme et ce sont neuf des échappés qui se disputent le titre en petit comité. Miguel Ángel Rubiano devance d'une longueur ses compagnons où un autre représentant de la ligue de Bogota, Winner Anacona, s'octroie la médaille d'argent. Juan Pablo Suárez termine sur la troisième marche du podium. Ils précèdent des hommes expérimentés tels que les anciens vainqueurs Walter Pedraza ou Félix Cárdenas, eux aussi dans la fugue.
Selon Miguel Ángel Rubiano, il fallait rester vigilant durant les cinq premiers tours, en raison des nombreuses attaques et du vent qui tronçonnait le peloton. Puis ayant remarqué que la route était en faux-plat montant jusqu'au cinq cents derniers mètres, il a anticipé son sprint pour obtenir plusieurs longueurs d'avance dans la légère descente menant à l'arrivée, écart suffisant pour s'imposer malgré le retour de ses adversaires, dans les derniers mètres.

## Tableau des médailles
Dix-huit médailles ont été distribuées lors des compétitions. Les médailles gagnées par les coureurs, sous le maillot d'une équipe de marque, sont comptabilisées dans le tableau pour la Ligue cycliste départementale d'origine de ceux-ci. Le vainqueur de chaque épreuve, en plus de la médaille, reçoit le maillot de Champion de Colombie.
| Rang  | Nation    | Or | Argent | Bronze | Total |
| ----- | --------- | -- | ------ | ------ | ----- |
| 1     | Boyacá    | 3  | 1      | 1      | 5     |
| 2     | Antioquia | 2  | 1      | 2      | 5     |
| 3     | Bogota    | 1  | 2      | 2      | 5     |
| 4     | Meta      | 0  | 1      | 0      | 1     |
| -     | Caldas    | 0  | 1      | 0      | 1     |
| 6     | Santander | 0  | 0      | 1      | 1     |
| Total | Total     | 6  | 6      | 6      | 18    |

## Bilan sportif
Six ligues ont obtenu une récompense et seulement trois au moins une médaille d'or. Les ligues cyclistes de Boyacá, d'Antioquia et de Bogota dominent les championnats, en remportant, chacune, cinq médailles. Cependant, la ligue départementale de Boyacá prend sa revanche sur celle d'Antioquia, vainqueur l'année précédente, en obtenant un titre de plus. 
Sur le plan individuel, Brayan Ramírez est l'unique participant à obtenir deux médailles lors de ces championnats. Tandis que, par équipes de marque, seule sa formation, l'équipe Movistar Team América réussit à décrocher plus d'une récompense, avec trois médailles.